# Soliva (botanica)
 Soliva   Ruiz & Pav., 1794 è un genere di piante angiosperme dicotiledoni della famiglia delle Asteraceae, sottofamiglia Asteroideae, tribù Anthemideae (Southern hemisphere grade) e sottotribù Cotulinae.

## Etimologia
Il nome del genere è stato dato in onore di Salvador Soliva, medico della corte spagnola del XVIII secolo.
Il nome scientifico del genere è stato definito dai botanici Hipólito Ruiz López (1754-1815) e José Antonio Pavon (1754-1844) nella pubblicazione " Florae Peruvianae, et Chilensis Prodromus, sive novorum generum plantrum peruvianum, et chilensium descriptiones et icones. Madrid" ( Fl. Peruv. Prodr. 113, t. 24) del 1794.

## Descrizione

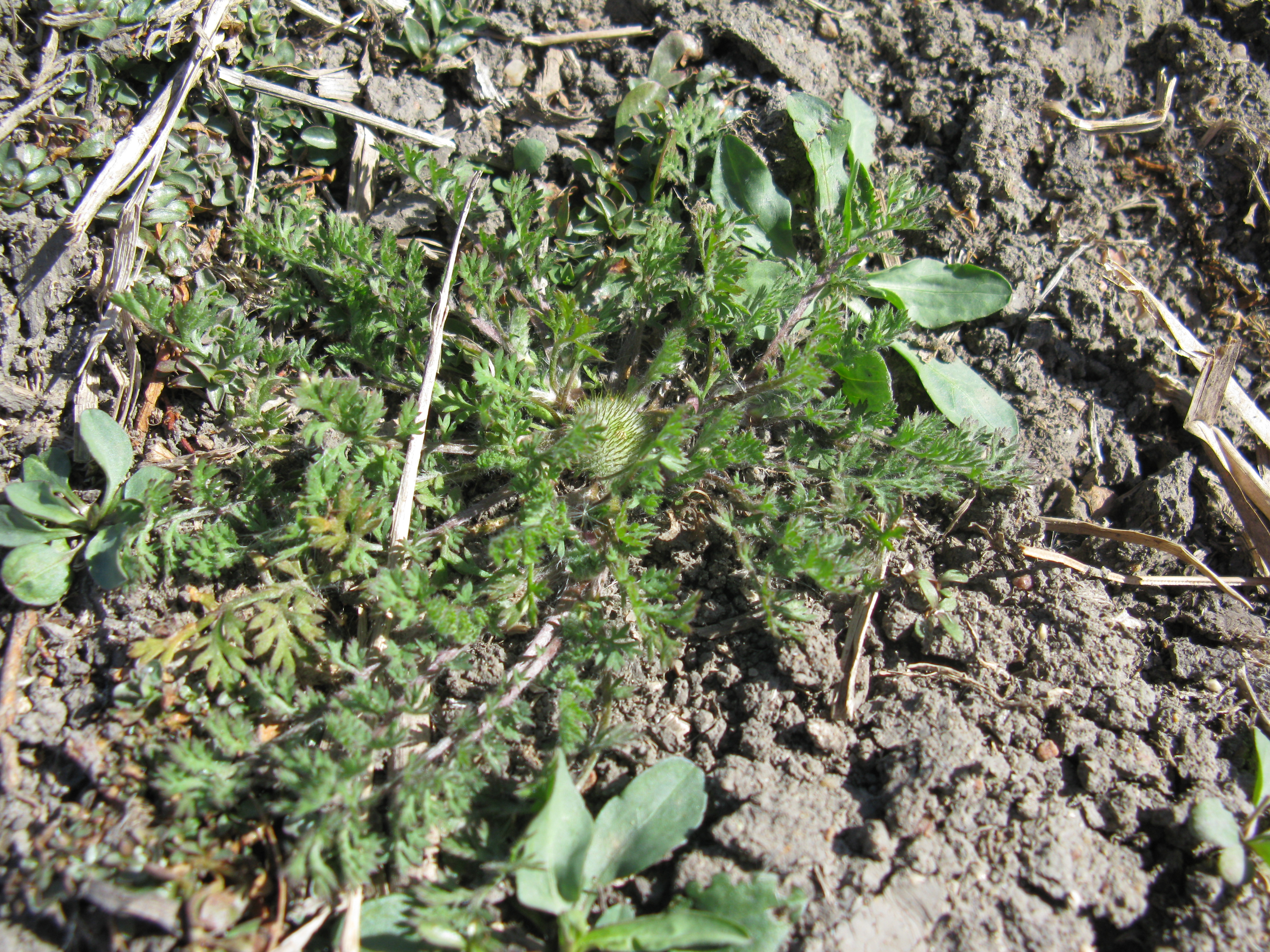
Il portamento
Soliva anthemifolia

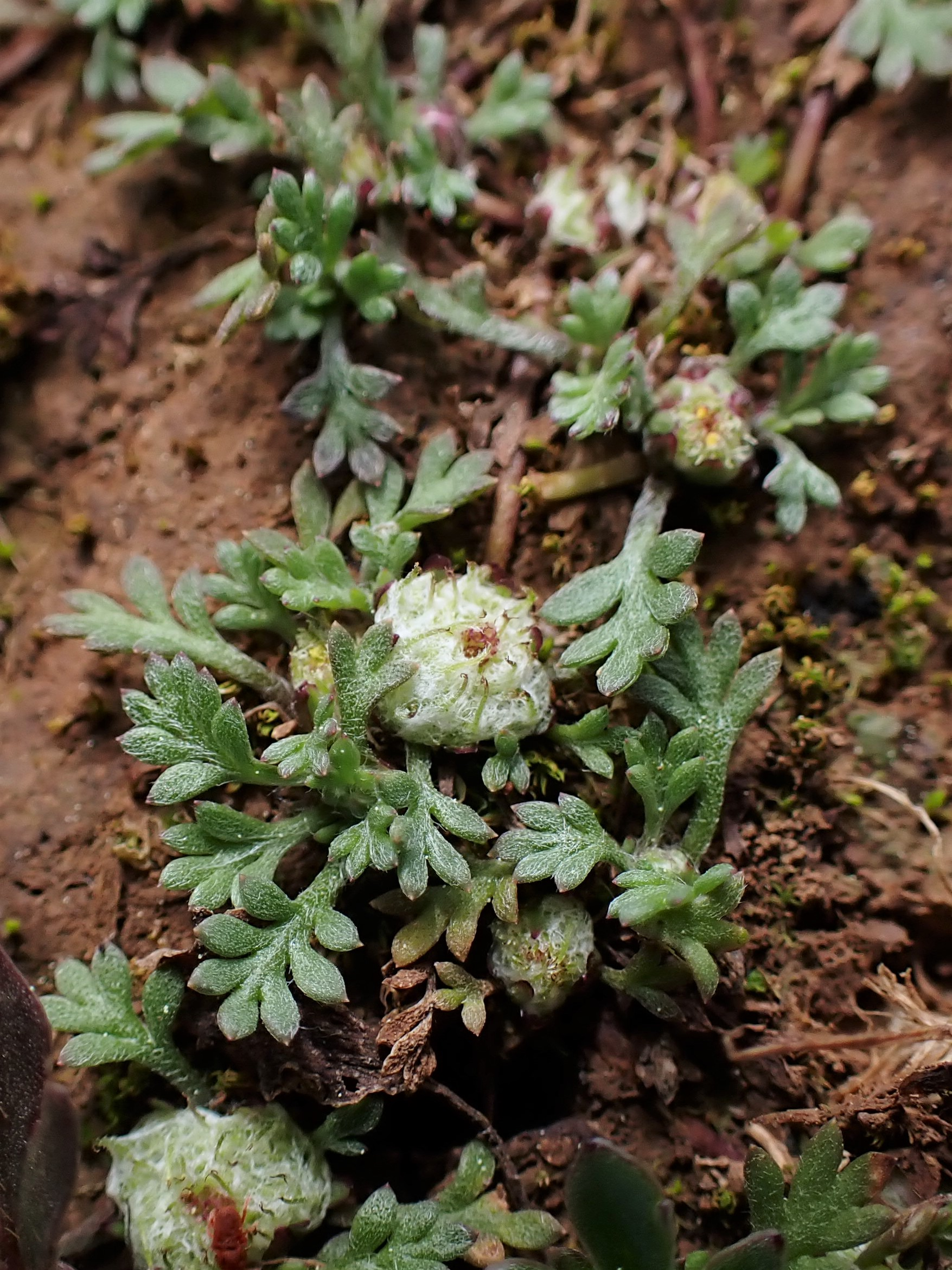
Le foglie
Soliva stolonifera

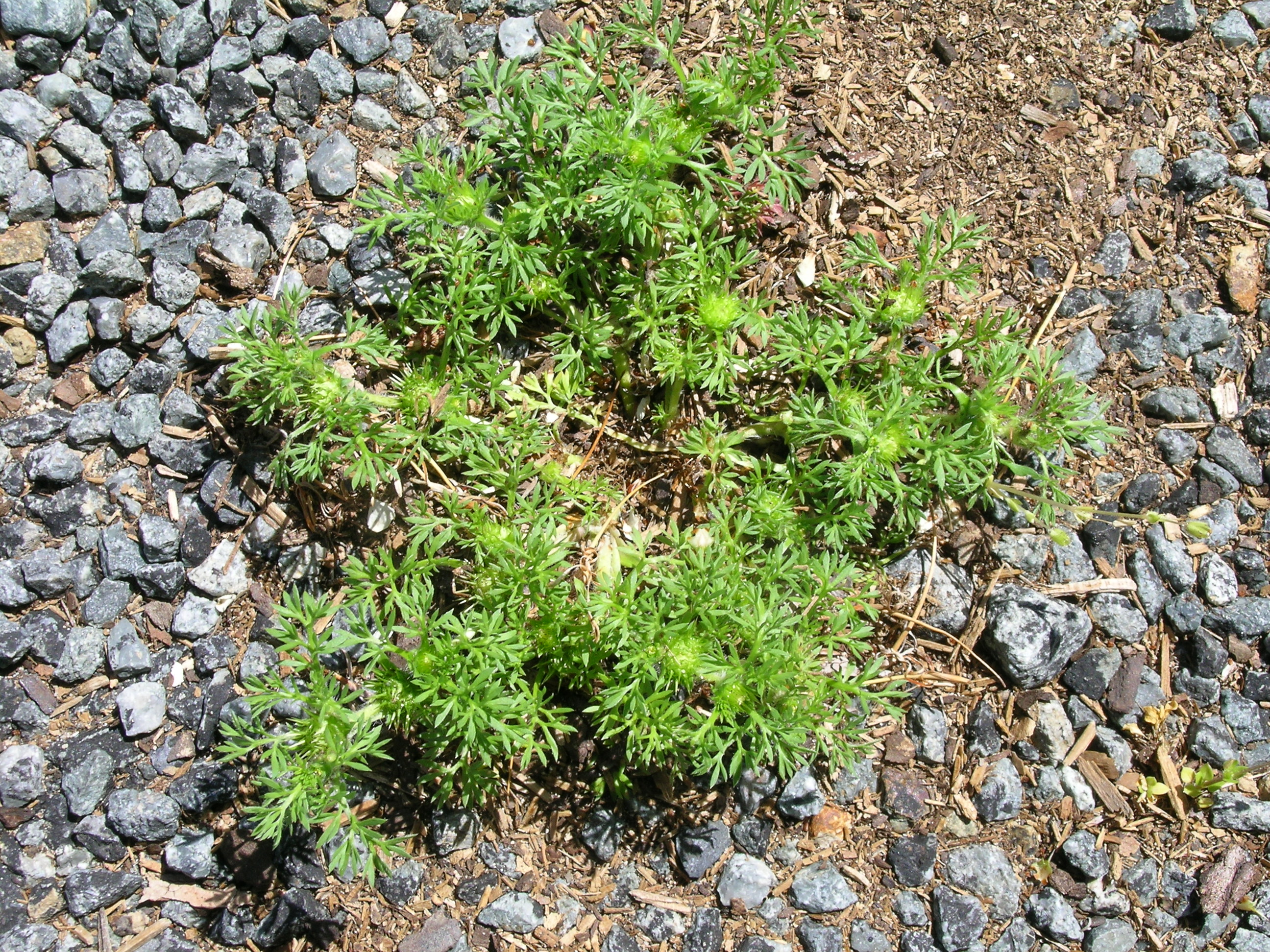
Infiorescenza
Soliva sessilis

Portamento. Le piante di questo genere sono soprattutto erbacee annuali. L'indumento è formato da peli basifissi. Spesso sono piante stolonifere.
Fusto. La parte aerea in genere è da procombente a eretta, semplici o ramificata, da glabra o strigosa a villosa (peli per lo più basifissi). Altezza massima: 2 - 10 cm.
Foglie. Le foglie (sia basali che cauline) sono disposte in modo alterno, picciolate o sessili, con lamina di tipo pennatosetta (2 – 3 volte) con forme da obovate a spatolate; i margini sono interi o dentati; le facce sono da glabre o da strigose a villose.
Infiorescenza. Le sinflorescenze sono formate da capolini solitari alle ascelle delle foglie. Le infiorescenze vere e proprie sono composte da un capolino sessile di tipo disciforme. I capolini sono formati da un involucro, con forme emisferiche, composto da 5 - 8 brattee persistenti, al cui interno un ricettacolo fa da base ai fiori di due tipi: fiori del raggio (qui assenti) e fiori del disco. Le brattee, con forme da strettamente lanceolate a ovate, colorate di marrone chiaro, a consistenza erbacea e con margini scariosi, sono disposte in modo più o meno embricato su 2 serie.  La forma del ricettacolo varia da piatta o emisferica a conica; è privo di pagliette a protezione della base dei fiori. Diametro degli involucri: 2 – 8 mm.
Fiori.  I fiori sono tetra-ciclici (formati cioè da 4 verticilli: calice – corolla – androceo – gineceo) e pentameri (calice e corolla formati da 5 elementi). Si distinguono in:
- fiori del raggio (esterni): sono assenti;
- fiori del disco (centrali): sono numerosi con forme brevemente tubulose (attinomorfe); quelli esterni (da 5 a 100 su 1 - 8 serie) sono femminili e fertili; quelli interni (da 2 a 8) sono funzionalmente maschili.

- Formula fiorale:

*/x K {\displaystyle \infty }, [C (5), A (5)], G 2 (infero), achenio
- Calice: i sepali del calice sono ridotti ad una coroncina di squame.

- Corolla: (solo fiori del disco) in quelli esterni manca il tubo e la corolla (lo stilo è spinescente a maturità); in quelli interni la corolla ha 3 - 4 lobi e sono gialli.

- Androceo: l'androceo è formato da 5 stami (alternati ai lobi della corolla) sorretti da filamenti generalmente liberi; gli stami sono connati e formano un manicotto circondante lo stilo. Le antere possono essere sia di tipo basifissa che mediofissa (ossia attaccate al filamento per la base – nel primo caso; oppure in un punto intermedio – nel secondo caso).[13] Questa caratteristica ha valore tassonomico in quanto distingue i generi gli uni dagli altri. Il tessuto endoteciale (rivestimento interno dell'antera) è quasi sempre non polarizzato. Il polline è sferico con un diametro medio di circa 25 micron;  è tricolporato (con tre aperture sia di tipo a fessura che tipo isodiametrica o poro) ed è echinato (con punte sporgenti). La parte apicale delle appendici delle antere ha delle forme ovato-ellittiche.

- Gineceo: l'ovario è infero uniloculare formato da 2 carpelli. Lo stilo (il recettore del polline) è filiforme e profondamente bifido (con due stigmi divergenti) e con le linee stigmatiche marginali separate o contigue. I due bracci dello stilo hanno una forma troncata e possono essere papillosi o ricoperti da ciuffi di peli. In alcune specie lo stilopodio alla fruttificazione si presenta ingrossato e persistente.

Frutti. I frutti sono degli acheni senza pappo; gli acheni sono di tipo obovoide e dorso-ventralmente piatti e strettamente ellittici; sono presenti due ali laterali; l'apice è arrotondato; il pericarpo è glabro senza cellule miogeniche o sacchi resinosi.

## Biologia
Impollinazione: l'impollinazione avviene tramite insetti (impollinazione entomogama tramite farfalle diurne e notturne).

Riproduzione: la fecondazione avviene fondamentalmente tramite l'impollinazione dei fiori (vedi sopra).

Dispersione: i semi (gli acheni) cadendo a terra sono successivamente dispersi soprattutto da insetti tipo formiche (disseminazione mirmecoria). In questo tipo di piante avviene anche un altro tipo di dispersione: zoocoria. Infatti gli uncini delle brattee dell'involucro (se presenti) si agganciano ai peli degli animali di passaggio disperdendo così anche su lunghe distanze i semi della pianta. Inoltre per merito del pappo (se presente) il vento può trasportare i semi anche a distanza di alcuni chilometri (disseminazione anemocora).

## Distribuzione e habitat
Le specie di questo genere sono distribuite in America del Sud e in parte in America del Nord, altrove è naturalizzata.

## Sistematica
La famiglia di appartenenza di questa voce (Asteraceae o Compositae, nomen conservandum) probabilmente originaria del Sud America, è la più numerosa del mondo vegetale, comprende oltre 23.000 specie distribuite su 1.535 generi, oppure 22.750 specie e 1.530 generi secondo altre fonti (una delle checklist più aggiornata elenca fino a 1.679 generi). La famiglia attualmente (2021) è divisa in 16 sottofamiglie; la sottofamiglia Asteroideae è una di queste e rappresenta l'evoluzione più recente di tutta la famiglia.

### Filogenesi
Il gruppo di questa voce è descritto nella tribù Anthemideae, una delle 21 tribù della sottofamiglia Asteroideae). In base alle ultime ricerche nella tribù sono stati individuati (provvisoriamente) 4 principali lignaggi (o cladi): "Southern hemisphere grade", "Asian-southern African grade", "Eurasian grade" e "Mediterranean clade". Il genere  Soliva  (insieme alla sottotribù Cotulinae) è incluso nel clade Southern hemisphere grade..
Da un punto di vista filogenetico il genere  Soliva occupa una posizione vicina al "core" della sottotribù. In particolare fa parte del "Cotula Group" insieme ai generi Cotula e Leptinella.
I caratteri distintivi del genere sono:
- il portamento è erbaceo annuale;
- i capolini sono sessili alle ascelle delle foglie;
- i fiori esterni del disco sono privi di corolla e con uno stilo persistente.

Il numero cromosomico delle specie di questo genere è: 2n = 20 (specie poliploidi 2n = 118 - 120).

### Elenco delle specie
Questo genere ha 6 specie:
- Soliva anthemifolia (Juss.) Sweet
- Soliva macrocephala  Cabrera
- Soliva mexicana  DC.
- Soliva sessilis  Ruiz & Pav.
- Soliva stolonifera  (Brot.) Loudon
- Soliva triniifolia  Griseb.

### Sinonimi
Sono elencati alcuni sinonimi per questa entità:
- Solivaea Cass.
- Gymnostyles  Juss.

### Specie della flora spontanea italiana
Nella flora spontanea italiana sono presenti le seguenti specie:
- 1A: questa specie è caratterizzata da foglie di tipo 2 - 3 pennatosette, dagli acheni compressi, minutamente tubercolati e con ampie ali membranose:

Soliva sessilis Ruiz & Pav. - Gippulina sessile: l'altezza massima della pianta è di 1 - 15 cm; il ciclo biologico è annuo; la forma biologica è terofita scaposa (T scap); il tipo corologico è Sud Americano; l'habitat tipico sono i luoghi calpestati su suoli sabbiosi; in Italia è una specie rara e si trova nella Versilia fino ad una quota di 40 m s.l.m..
- 1B: le foglie sono semplicemente pennatosette, gli acheni sono cuneiformi con pelosità lanosa apicale:

Soliva stolonifera (Brot.) Loudon - Gippulina stolonifera: l'altezza massima della pianta è di 1 - 3 cm; il ciclo biologico è annuo; la forma biologica è terofita rosulata (T ros); il tipo corologico è Sud Americano; l'habitat tipico sono i luoghi calpestati su suoli sabbiosi vulcanici; in Italia è una specie rara e si trova in Sicilia fino ad una quota di 70 m s.l.m..